# Perdita flavicauda
Perdita flavicauda är en biart som beskrevs av Timberlake 1960. Perdita flavicauda ingår i släktet Perdita och familjen grävbin. Inga underarter finns listade i Catalogue of Life.